# Premenstruellt syndrom
Premenstruellt syndrom (PMS) är ett samlingsbegrepp för olika typer av fysiska och psykiska besvär under ett antal dagar innan menstruationen startar. Det kan även uttydas premenstruella besvär, premenstruell spänning och premenstruella symtom. PMS kan uppträda tillsammans med, men är åtskilt från, mensvärk. Besvären drabbar mellan 20 och 32 procent av menstruerande personer i olika grad.
Symptomen är mest uttalade tre–tio dagar före mens men många kvinnor kan även ha uttalade besvär vid ägglossning. 

## Fysiska och psykiska besvär
Det är ofta de psykiska symptomen som dominerar vid PMS och kan påminna om en mild depression. Stämningsläget förändras i riktning mot nedstämdhet vilket kan leda till känslomässig instabilitet, irritation eller aggressivitet. Olika typer av fysisk smärta kan också vara symptom på PMS. Då kroppen behåller mer vätska dagarna före mens kan det orsaka allmän viktökning och svullen mage och också resultera i ömmande bröst (mastodyni), ryggont, migrän eller illamående.
De psykiska besvären vid PMS innebär humörsvängningar av som är mindre svåra än de vid det mer ovanliga premenstruell dysforisk störning (PMDD).

## Orsak
Orsaken till PMS är inte helt klarlagd men flera faktorer spelar roll. En ökad hormonkänslighet och att vätskebalansen i kroppen förändras gör att brösten, magen och fingrarna svullnar. Ett ovanligare symptom är cyklisk urtikaria, som då beror på förhöjda progesteronvärden några dagar innan menstruationen.
Behandlingen av PMS har blivit mer framgångsrik på senare år. Behandlingen utförs ofta på flera sätt. I de flesta fall behövs ingen behandling utan bara information om vad symptomen beror på. Många kvinnor kan uppleva att problemen försvinner eller mildras när de tar p-piller. Många mår bra av att undvika stress, motionera regelbundet och äta sunt. Vätskedrivande medel kan lindra svullnad i kroppen.